# Choral pour trompette et piano
Pour les articles homonymes, voir Choral (homonymie).
Choral pour trompette et piano est une œuvre de musique de chambre de Germaine Tailleferre composée en 1972.

## Présentation
Adaptation d'un thème de l'opéra de chambre La Petite Sirène de la compositrice, Choral est écrit en 1972 pour trompette et piano.
La partition, dédiée à Maurice André, est publiée par Henry-Lemoine en 1973.
L'œuvre est d'une durée moyenne d'exécution de quatre minutes environ.